# سیارک ۱۶۱۹۱
سیارک ۱۶۱۹۱ (به انگلیسی: 16191 Rubyroe، نامگذاری:2000AO205) شانزده هزار و صد و نود و یکمین سیارک کشف شده‌است که در ۱۰ ژانویه ۲۰۰۰ کشف شد.
قدر مطلق سیارک برابر ۱۵٫۴۰ است.